# Lonchocarpus phaseolifolius
Lonchocarpus phaseolifolius är en ärtväxtart som beskrevs av George Bentham. Lonchocarpus phaseolifolius ingår i släktet Lonchocarpus och familjen ärtväxter. IUCN kategoriserar arten globalt som akut hotad. Inga underarter finns listade i Catalogue of Life.